# Hans Dörre
Hans Dörre (* 14. November 1946 in Essen) ist ein ehemaliger deutscher Fußballspieler.
Der Mittelfeldspieler begann seine Profilaufbahn 1965 bei Rot-Weiss Essen (RWE) und war in den 1970er Jahren Bundesliga-Stammspieler der Essener. Er brachte es bis zum Abstieg seines Klubs 1977 auf 120 Bundesliga-Einsätze und schoss dabei acht Tore. Er war der einzige Spieler, der in allen sieben Bundesligaspielzeiten von RWE zum Einsatz kam. Zusätzlich bestritt er fünf Saisons bei den Rot-Weißen in der Regionalliga West und eine weitere in der 2. Bundesliga. Hier absolvierte er elf Spiele und schoss zwei Tore. Für RWE kam Hans Dörre auf insgesamt 256 Spiele, in denen ihm 12 Tore gelangen.

## Karriereende
Nach der Verpflichtung von Trainer Diethelm Ferner sah Dörre bei RWE keine Zukunft mehr und schloss sich dem damaligen Oberligisten FV Bad Honnef an, wo er einen Achillessehnenriss erlitt. Dies führte letztendlich zum Karriereende. In der Druckerei des damaligen zweiten Vorsitzenden des FV fand er ein neues Aufgabenfeld und wurde Produktionsleiter. Dörre lebt mit seiner Frau in Rheinbreitbach bei Bad Honnef.